# Agent (Nederlandse politie)

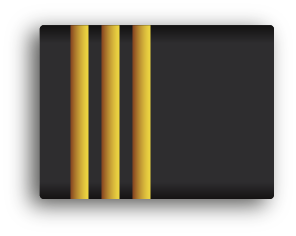
Rangonderscheidingsteken van een agent

Agent is een rang bij de Nederlandse politie tussen surveillant en hoofdagent. In de praktijk wordt ook gesproken over een politiemedewerker. Een agent kan werkzaam zijn bij verschillende onderdelen van de politie, bijvoorbeeld in een wijkteam in de functie van medewerker basispolitiezorg. Ook kan een agent werkzaam zijn bij de recherche in de functie van rechercheur of bij een andere specialistische eenheid, zoals de vreemdelingenpolitie, zedenpolitie, milieupolitie etc. Er is geen verschil in de opsporingsbevoegdheid van een agent met deze rang en de politiemedewerkers met de rang aspirant, surveillant, hoofdagent en brigadier.